# Lucy Bronze
Lucia Roberta Tough Bronze MBE (Berwick-upon-Tweed, 28 oktober 1991) is een Engels-Portugees voetbalster die voornamelijk als rechtsachter speelt. Zij speelde voor Sunderland AFC, Everton FC, Liverpool FC, Olympique Lyon, waar zij driemaal de UEFA Champions League won, en tweemaal voor Manchester City voordat zij medio 2022 transfervrij overstapte naar FC Barcelona. Bronze speelt sinds 2013 in het Engels voetbalelftal, waarmee zij het EK 2022 won, en vertegenwoordigde Groot-Brittannië op de Olympische Zomerspelen in 2021. Zij werd benoemd tot The Best FIFA Women's Player in 2020 en tot UEFA Women's Player of the Year in 2019.

## Clubcarrière

### Sunderland AFC en college
Bronze speelde in de jeugd van Alnwick Town totdat zij op 12-jarige leeftijd niet meer mocht spelen bij de jongenselftallen en vertrok naar de jeugdopleiding van Sunderland AFC. Door het vele reizen verliet zij Sunderland met een overstap naar Blyth Town, maar in 2007 keerde zij op 16-jarige leeftijd terug bij Sunderland AFC. Bij Sunderland speelde zij oorspronkelijk als middenvelder. In haar tweede seizoen sinds haar terugkeer bij Sunderland werd de club kampioen van het tweede niveau en behaalde het de finale van de FA Cup. Die finale werd met 2–1 verloren van Arsenal WFC, maar Bronze werd op 17-jarige leeftijd benoemd tot speler van de wedstrijd.
In de zomer van 2009 vertrok Bronze naar de Verenigde Staten om een semester te studeren bij de universiteit van North Carolina. Daar ging zij samen met onder anderen Tobin Heath voetballen voor het vrouwenelftal van de Tar Heels. Zij werd daar de eerste Britse voetbalster die het voetbaltoernooi van de NCAA wist te winnen met haar team. Na haar terugkeer bij Sunderland AFC moest Bronze wegens knieblessures een jaar lang op krukken lopen.

### Everton FC
De trainster Mo Marley haalde Bronze in 2010 over om over te stappen naar Everton LFC. Bij Everton LFC maakte zij haar debuut in de UEFA Champions League, waarin de club in de kwartfinales werd uitgeschakeld door FCR Duisburg. Tijdens haar tijd bij Everton had Bronze last van een blessure aan een knie, waardoor zij twee operaties moest ondergaan.

### Liverpool LFC

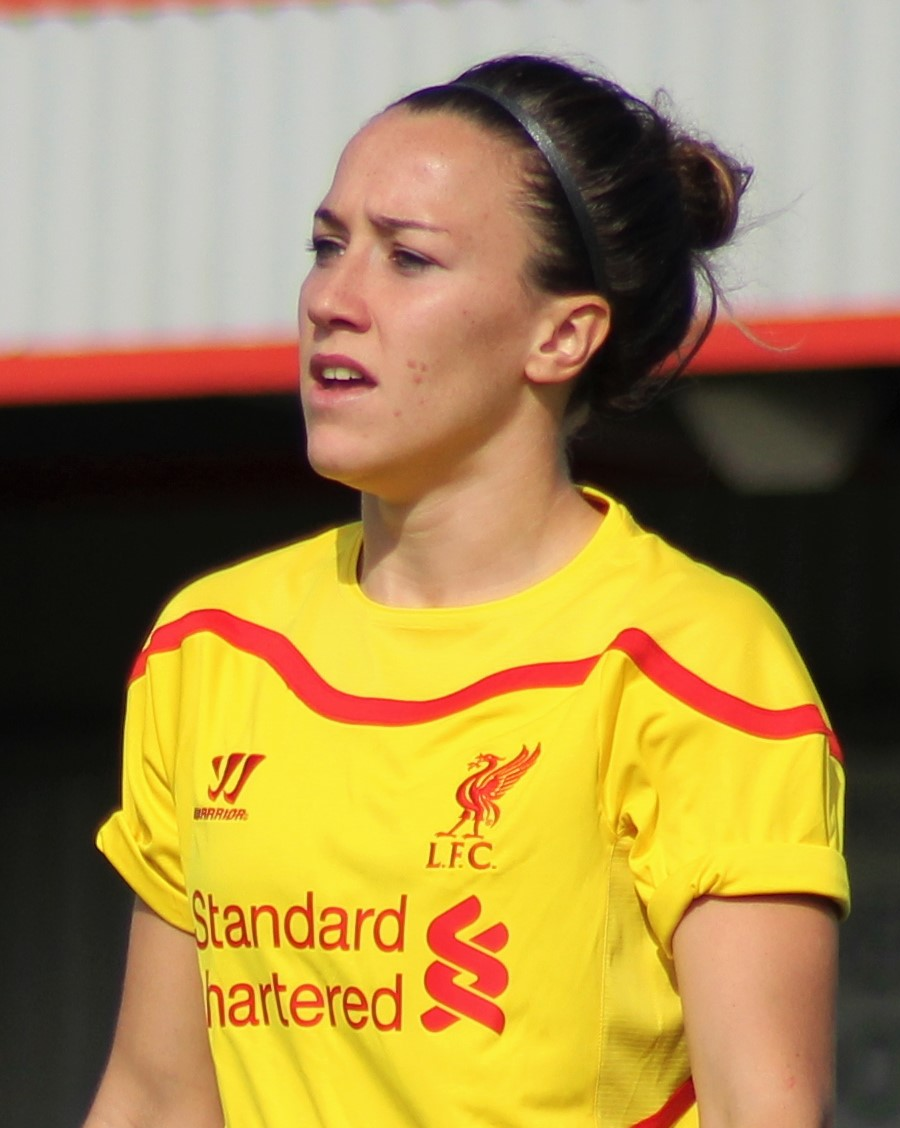
Bronze voor Liverpool LFC in oktober 2014

In november 2012 maakte Bronze de overstap van Everton LFC naar de rivaal Liverpool LFC. Enkele dagen eerder maakten teamgenoten Fara Williams en Natasha Dowie dezelfde stap. In 2013 en 2014 werd Liverpool FC voor de eerste keer in zijn clubgeschiedenis landskampioen, waarmee een reeks van negen achtereenvolgende landstitels van Arsenal WFC werd doorbroken. Bronze werd na haar tweede en laatste seizoen bij Liverpool LFC benoemd tot PFA Women's Players' Player of the Year.

### Manchester City
In november 2014 vertrok Bronze naar Manchester City. Aan het eind van 2015 werd zij de eerste vrouwelijke voetballer die genomineerd werd voor de prijs BBC Sports Personality of the Year. In 2016 speelde Manchester City voor het eerst in de UEFA Champions League, waarin het in de halve finales werd uitgeschakeld door de uiteindelijke winnaar Olympique Lyonnais. In datzelfde jaar werd de club voor het eerst landskampioen door de Super League te winnen. In 2017 won Manchester City de FA Cup en werd Bronze de eerste speelster die in twee verschillende seizoenen werd benoemd tot PFA Women's Players' Player of the Year.

### Olympique Lyonnais

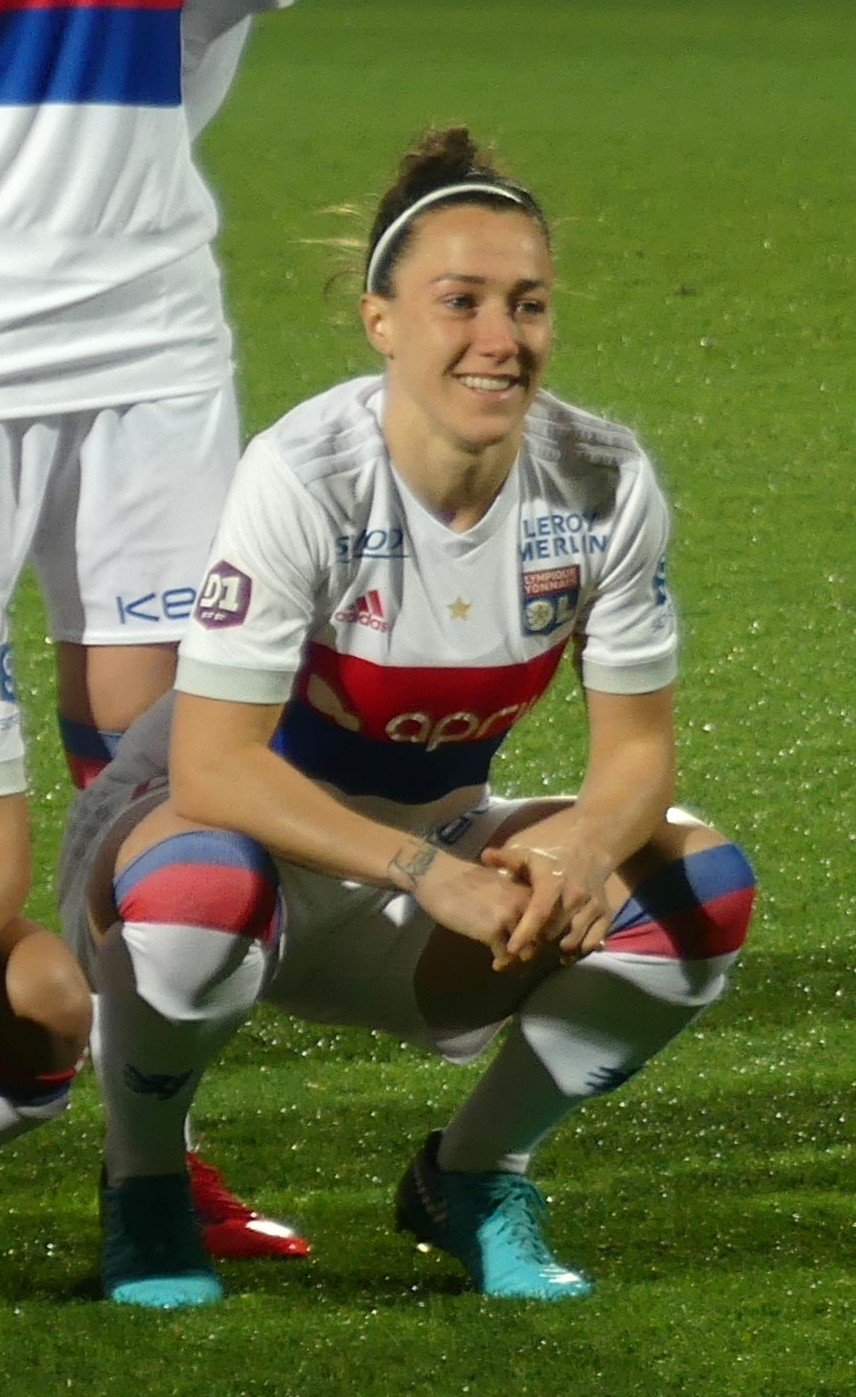
Bronze voor Olympique Lyon in februari 2018

In augustus 2017 ondertekende Bronze een driejarig contract bij Olympique Lyonnais, dat in de twee seizoenen daarvoor de UEFA Champions League had gewonnen. Met Bronze wist Olympique Lyon wederom de UEFA Champions League te winnen. Voordat in de finale VfL Wolfsburg werd verslagen, maakte Bronze het enige doelpunt in de halve finales tegen haar voormalige club Manchester City. Olympique Lyon won dat seizoen ook de Division 1, voor een elfde achtereenvolgend seizoen. In mei 2018 werd Bronze verkozen tot BBC Women's Footballer of the Year. Daarmee troef ze andere genomineerden Lieke Martens, Sam Kerr, Pernille Harder en Dzsenifer Marozsán af. In het seizoen 2018/19 won Olympique Lyon de treble: de club verloor in de Division 1 geen enkel duel en rekende in de finales van het bekertoernooi de Coupe de France en de UEFA Champions League af met Lille OSC en FC Barcelona. Na afloop van het seizoen werd Bronze de eerste verdedigster die door de UEFA werd benoemd tot Women's Player of the Year, door meer stemmen te krijgen dan Ada Hegerberg en Amandine Henry. Bij de uitreiking van de Ballon d'Or eindigde zij als tweede, achter Megan Rapinoe. In het seizoen 2019/20 won Olympique Lyon wederom de treble. In de finale van de UEFA Champions League, Bronze's laatste wedstrijd voor de club, werd VfL Wolfsburg verslagen.

### Terugkeer bij Manchester City
Bronze keerde in september 2020 terug bij Manchester City. Bijna twee maanden na Bronze's komst naar Manchester City won de club de finale van de vrouwelijke variant van de FA Cup, die in het voorgaande seizoen was uitgesteld wegens de coronacrisis. In december 2020 werd zij als eerste verdedigster en als eerste Engelse benoemd tot The Best FIFA Women's Player. In 2022 werd ook de finale van de vrouwelijke variant van de League Cup, met 3–1 van Chelsea LFC.

### FC Barcelona
Nadat haar contract bij Manchester City afliep, ondertekende Bronze in juni 2022 een tweejarig contract bij FC Barcelona. Na haar transfer was er onduidelijkheid over het aantal spelers van buiten de EU die FC Barcelona mocht inschrijven, maar Bronze mocht desondanks ingeschreven worden, dankzij haar Portugese nationaliteit. Zij debuteerde voor FC Barcelona tegen CD Tenerife op 17 september 2022.

## Clubstatistieken
| Seizoen         | Club               | Competitie        | Competitie | Competitie | Beker | Beker | Internationaal | Internationaal | Totaal | Totaal |
| Seizoen         | Club               | Competitie        | Wed.       | Dlp.       | Wed.  | Dlp.  | Wed.           | Dlp.           | Wed.   | Dlp.   |
| --------------- | ------------------ | ----------------- | ---------- | ---------- | ----- | ----- | -------------- | -------------- | ------ | ------ |
| 2007/08         | Sunderland AFC     | National League   | 9          | 4          | 1     | 0     | 0              | 0              | 10     | 4      |
| 2008/09         | Sunderland AFC     | National League   | 9          | 1          | 2     | 0     | 0              | 0              | 11     | 1      |
| 2009/10         | Sunderland AFC     | National Division | 3          | 0          | 0     | 0     | 0              | 0              | 3      | 0      |
| 2010/11         | Sunderland AFC     | National Division | 4          | 0          | 0     | 0     | 0              | 0              | 4      | 0      |
| Club totaal     | Club totaal        | Club totaal       | 25         | 5          | 3     | 0     | 0              | 0              | 28     | 5      |
| 2011            | Everton FC         | Super League      | 9          | 0          | 0     | 0     | 6              | 0              | 15     | 0      |
| 2012            | Everton FC         | Super League      | 11         | 2          | 2     | 0     | 0              | 0              | 13     | 2      |
| Club totaal     | Club totaal        | Club totaal       | 20         | 2          | 2     | 0     | 6              | 0              | 28     | 2      |
| 2013            | Liverpool LFC      | Super League      | 14         | 1          | 4     | 0     | 0              | 0              | 18     | 1      |
| 2014            | Liverpool LFC      | Super League      | 14         | 2          | 5     | 0     | 2              | 0              | 21     | 2      |
| Club totaal     | Club totaal        | Club totaal       | 28         | 3          | 9     | 0     | 2              | 0              | 39     | 3      |
| 2015            | Manchester City    | Super League      | 11         | 2          | 4     | 0     | 0              | 0              | 15     | 2      |
| 2016            | Manchester City    | Super League      | 16         | 2          | 4     | 1     | 8              | 3              | 28     | 6      |
| 2017            | Manchester City    | Super League      | 7          | 1          | 0     | 0     | 0              | 0              | 7      | 1      |
| Club totaal     | Club totaal        | Club totaal       | 34         | 5          | 8     | 1     | 8              | 3              | 50     | 9      |
| 2017/18         | Olympique Lyonnais | Division 1        | 19         | 2          | 0     | 0     | 8              | 2              | 27     | 4      |
| 2018/19         | Olympique Lyonnais | Division 1        | 16         | 1          | 0     | 0     | 11             | 1              | 27     | 2      |
| 2019/20         | Olympique Lyonnais | Division 1        | 15         | 0          | 1     | 0     | 8              | 0              | 24     | 0      |
| Club totaal     | Club totaal        | Club totaal       | 50         | 3          | 1     | 0     | 27             | 3              | 78     | 6      |
| 2020/21         | Manchester City    | Super League      | 18         | 2          | 3     | 0     | 5              | 0              | 26     | 2      |
| 2021/22         | Manchester City    | Super League      | 13         | 0          | 9     | 0     | 0              | 0              | 22     | 0      |
| Club totaal     | Club totaal        | Club totaal       | 65         | 7          | 20    | 1     | 13             | 3              | 98     | 11     |
| 2022/23         | FC Barcelona       | Primera División  | 16         | 3          | 3     | 0     | 5              | 0              | 24     | 3      |
| Club totaal     | Club totaal        | Club totaal       | 16         | 3          | 3     | 0     | 5              | 0              | 24     | 3      |
| Carrière totaal | Carrière totaal    | Carrière totaal   | 204        | 23         | 38    | 1     | 53             | 6              | 295    | 30     |

Het clubtotaal gaat over alle periodes bij de club. Bijgewerkt t/m 15 februari 2023.

## Interlandcarrière

### Jeugd
Bronze werd in maart 2007 voor het eerst opgeroepen voor Engeland onder 17. In 2008 eindigde zij met dat team als vierde op het EK en het WK onder 17. Op 25 juli 2009 won zij met Engeland onder 19 het EK onder 19 in Belarus door in de finale met 2–0 van Zweden te winnen. Een jaar later verloor zij de finale van hetzelfde toernooi, in Noord-Macedonië tegen Frankrijk, en speelde zij mee op het WK onder 20, waarop Engeland werd uitgeschakeld in een groep met Mexico, Nigeria en Japan.

### Senioren

#### Engeland

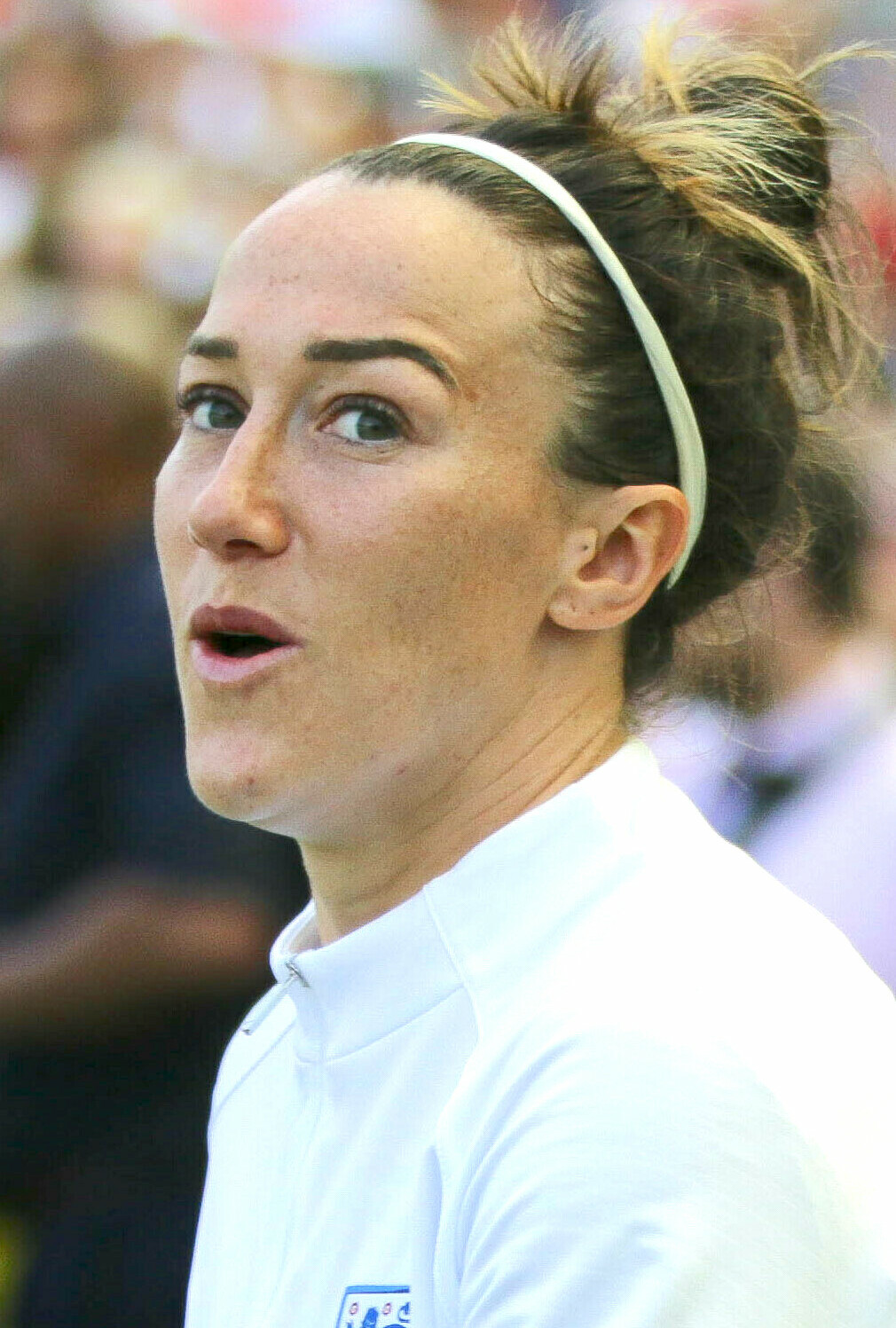
Bronze voor Engeland in juni 2019

Bronze debuteerde op 26 juni 2013 tegen Japan in het Engels voetbalelftal. In de daaropvolgende maand zat zij bij de selectie van het team dat onder leiding van bondscoach Hope Powell op het EK 2013 werd uitgeschakeld in een groep met Frankrijk, Spanje en Rusland. Op dit toernooi kwam zij niet in actie. Bij de kwalificatie voor het WK 2015 kreeg zij een basisplaats naast teamgenoot Steph Houghton in de centrale verdediging. Nadat Engeland op het eindtoernooi de eerste groepswedstrijd verloor van Frankrijk, verving Bronze teamgenoot Alex Scott als rechtsachter. Zij scoorde in de kwartfinale tegen het gastland Canada en Engeland eindigde het toernooi als derde. Na afloop van het toernooi werd Bronze opgenomen in de selectie van het toernooi. Aan het eind van het kalenderjaar 2015 werd zij benoemd tot Speler van het Jaar bij Engeland. Bronze werd in 2017 door bondscoach Mark Sampson opgenomen in de Engelse selectie voor de EK-eindronde. Engeland werd in de halve finale uitgeschakeld door gastland Nederland.
Onder leiding van Phil Neville eindigde Engeland als vierde op het WK 2019 in Frankrijk. Bronze zette in de kwartfinale tegen Noorwegen de eindstand 3–0 op het scorebord. Op het toernooi incasseerde Engeland 381 minuten lang geen doelpunt, totdat de Verenigde Staten twee keer scoorde in de halve finale. Na afloop van het toernooi won Bronze de Zilveren Bal, de prijs voor tweede beste speler van het toernooi, achter Megan Rapinoe. Na afloop van het kalenderjaar 2020 werd Bronze voor een tweede keer benoemd tot Speler van het Jaar bij het Engels vrouwenelftal, waarmee zij Ellen White en Beth Mead aftroef. Bronze werd door Sarina Wiegman geselecteerd voor het EK 2022 in eigen land. Zij scoorde bij een 4–0 zege op Zweden in de halve finales en speelde op 31 juli 2022 de volledige finale, die na een verlenging op Wembley gewonnen werd tegen Duitsland. Door de finale te winnen, won Engeland de eerste hoofdprijs uit zijn geschiedenis. Bronze speelde op 11 oktober 2022 haar honderdste interland voor Engeland, welke resulteerde een 0–0 gelijkspel tegen Tsjechië.

#### Groot-Brittannië
Bronze maakte in 2012, nog voordat zij debuteerde voor Engeland, onderdeel uit van een lijst van spelers die eventueel namens Groot-Brittannië zouden deelnemen aan de Olympische Spelen in eigen land. Zij werd uiteindelijk niet geselecteerd. In 2016 nam het Brits vrouwenelftal niet mee aan de Olympische Spelen, maar Bronze werd in 2021 door Hege Riise wel namens Groot-Brittannië geselecteerd voor de Olympische Spelen 2020 in Japan. Groot-Brittannië werd in de kwartfinales uitgeschakeld door Australië. Bronze kwam in alle vier de wedstrijden in actie.

## Persoonlijk
Bronze werd in oktober 1991 geboren in Berwick-upon-Tweed als dochter van de Portugese vader Joaquin en moeder Diane Bronze. Haar voornaam, Lucia, is een Portugese naam. Haar derde naam, Tough, is de geboortenaam van haar moeder. Zij groeide tot haar zevende op op Lindisfarne, in het noordoosten van Engeland. Zij heeft een oudere broer, waarmee zij in haar jeugd voetbalde, en een jongere zus. In juli 2009 haalde ze haar diploma aan de Duchess's Community High School in Alnwick. Zij zat op school met uiteindelijk Olympisch medaillewinnaar Laura Weightman en beoefende daar andere sporten dan voetbal. Zo behaalde zij nationale finales bij de vijfkamp en het veldlopen en speelde zij tennis. Zij studeerde aan de universiteit van North Carolina en sportwetenschappen aan de open universiteit van Leeds. Tijdens haar studie werkte zij in 2010 bij Domino's Pizza in Leeds. Dit restaurant veranderde tijdens het WK 2019 de kleur van de voorgevel naar brons. Tijdens het EK in 2022 werd het tijdelijk Lucy's genoemd, terwijl bezorgers bronze helmen droegen en klanten met de naam Lucy een gratis pizza kregen. Sinds april 2019 schrijft Bronze een column in het dagblad Metro. Zij werd op 30 december 2022 benoemd tot Lid van de Orde van het Britse Rijk. Zij is ambassadeur van Team Kenya, de kinderrechtenorganisatie NSPCC en Together #WeStayStrong van de UEFA en lid van EE Hope United.

## Erelijst

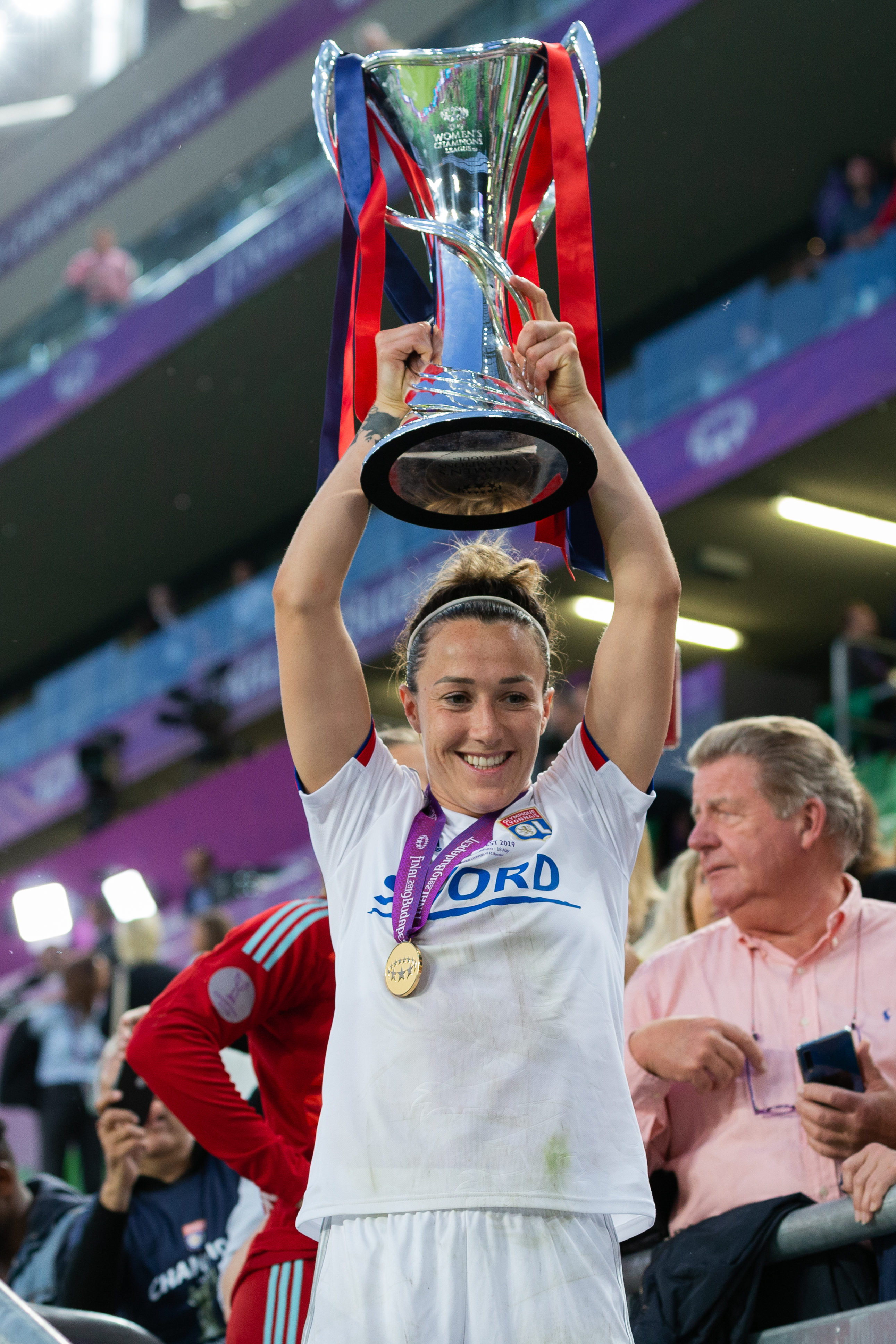
Bronze met de UEFA Champions League-trofee in mei 2019

### Teamverband
Sunderland AFC
- Premier League Northern Division: 2009/10

 North Carolina
- NCAA voetbalkampioenschap divisie 1: 2009

 Liverpool LFC
- FA Super League: 2013, 2014

 Manchester City
- FA Super League: 2016
- FA Cup: 2016/17, 2019/20
- FA League Cup: 2016

 Olympique Lyonnais
- UEFA Champions League: 2017/18, 2018/19, 2019/20
- Division 1: 2017/18, 2018/19, 2019/20
- Coupe de France: 2019, 2020
- Trophée des Championnes: 2019

 Engeland
- Europees kampioenschap: 2022
- SheBelieves Cup: 2019

 Engeland onder 19
- Europees kampioenschap: 2009

### Individueel
- Lid van de Orde van het Britse Rijk
- The Best FIFA Women's Player: 2020
- UEFA Women's Player of the Year: 2018/19
- Globe Soccer Awards Best Women's Player: 2019
- IFFHS World's Woman Team of the Decade: 2011–2020
- IFFHS UEFA Woman Team of the Decade: 2011–2020
- FIFA FIFPro Women's World11: 2017, 2019, 2020
- Sterrenselectie WK: 2015
- IFFHS Women's World Team: 2017, 2018, 2019, 2020
- PFA Women's Players' Player of the Year: 2013/14, 2016/17
- FA WSL 1 Players' Player of the Year: 2016
- Speler van het jaar van Engeland: 2015, 2019
- Manchester City speler van het seizoen: 2016
- BBC Women's Footballer of the Year: 2018, 2020
- WK Zilveren Bal: 2019